# Postapalota (Pécs)

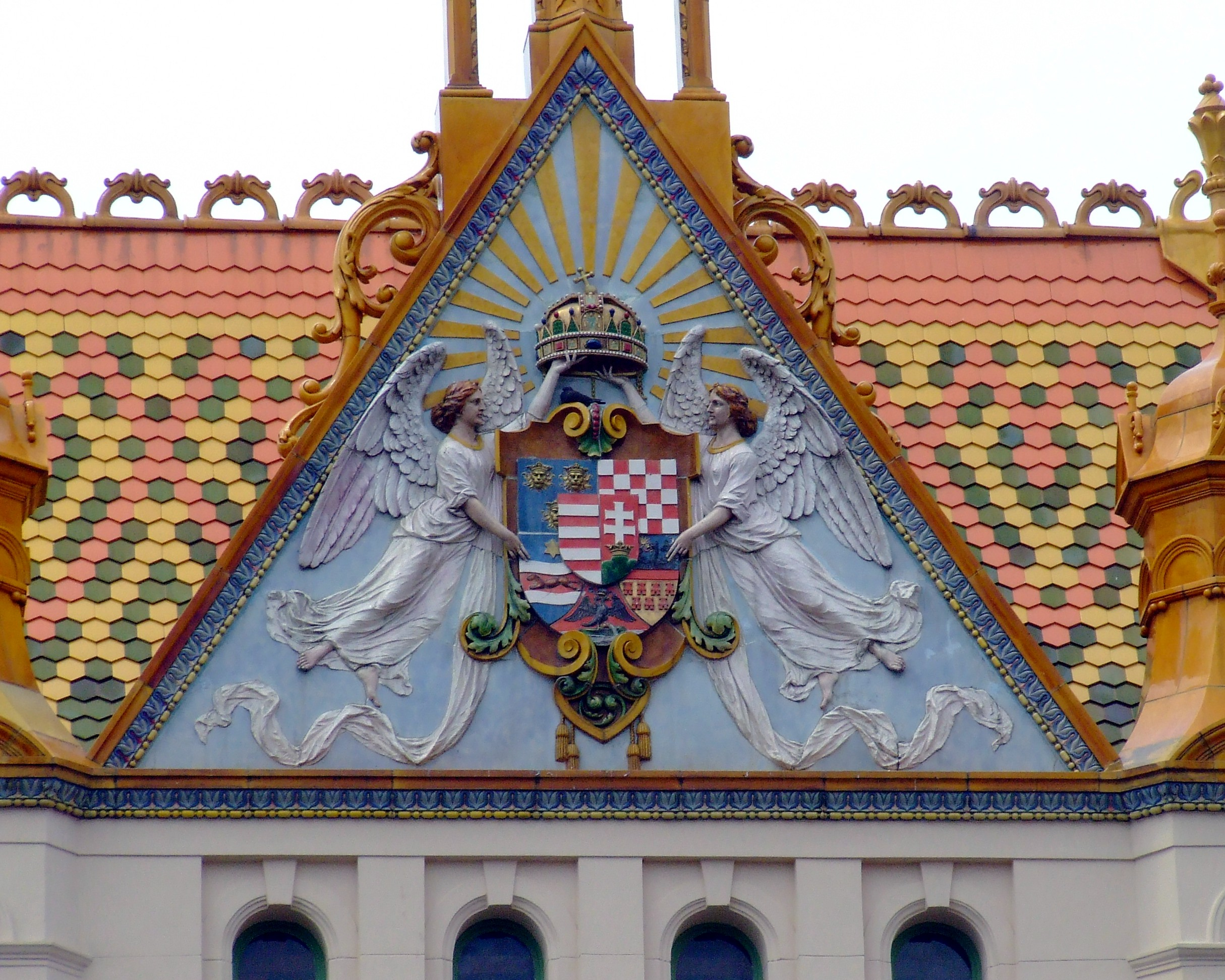
Magyarország címere a Postapalota homlokzatán.

A Postapalota Pécs városának egyik legjelentősebb épülete a belvárosban (helyi nevei: Nagyposta, Főposta). Az épület jelenleg is postaként működik, ez a város 1. számú postája. Gótikára hajazó baldachinos szoboralakok, reneszánsz díszítőmotívumok és az oldalhomlokzaton szecessziós betétek teszik az építményt eklektikussá. Az épületen lévő mázas címer, a domborművek és a tetőcserép mind a pécsi Zsolnay porcelángyárban készült.

## Története
Pécset a postahivatal az 1800-as évek közepén még a Perczel Miklós utcában volt, ahol egy postamester és a postaszolgálat dolgozott. A megnövekedett igények mellett fejlődött a posta szolgáltatása is, és az egy fő postamester már elégtelenné vált. A postaszolgálatot egyre nehezebb volt ellátni, ezért új szekérpostai, pénz- és levélfelvevői részleggel bővült a hivatal. A technikai fejlődést mutatja, hogy Pozsony után az országban másodikként nyílt meg Pécsett távbeszélőközpont 1885-ben. Ehhez egyre több helyre és nagyobb számú személyzetre volt szükség.
A mai palota felépítése Opris Péter nevéhez fűződik, aki 1887-ben került a pécsi posta élére, amikor az egész országban átszervezésre került a postaszolgálat. Az akkor kialakult kilenc országos központ egyike Pécsre került. Ezt már csak bővítéssel és költözéssel lehetett megoldani. A posta először átkerült a mai Munkácsy Mihály utcába, majd 1900-ban a mai Váradi Antal utcába került át a telefonközpont. Ezután merült fel az ötlete egy minden postai funkciót (pénz- és levélfelvétel, szekérposta, távíró-, és távbeszélőközpont) betöltő épület építésének. A leendő postapalota helyszínét nem volt egyszerű megtalálni. Szóba került a mai Kossuth téren található Zsinagóga mögötti rész, a Jókai tér, illetve a Kert utca és a Deák utca (ma Jókai utca) előtere is. Ezt végül egy közgyűlés segítségével döntötték el, és végül csak egy véletlennek köszönhetően esett a szavazás erre a legutóbbi területre. Az újságban meghirdetett pályázatot a zombori születésű Balázs Ernő építészmérnök terve nyerte el.
Az épület alapozásakor fedezték fel, hogy itt állt Pécs római kori elődjének, Sopianae városának fóruma. Az építkezés 1902-ben kezdődött és két évig tartott. Az épületben egyesítették a postát és a távírókat. Az első emeleten postai irodák voltak, a másodikon pedig egy komplett távbeszélőközpont üzemelt. A régi idők szokásainak megfelelően a postai vezetők szolgálati lakást kaptak. A pécsi postapalota esetében, különleges módon, ezek a lakások az épületen belül helyezkedtek el. Ekkor a postavezetők számára 3 szobás lakások lettek kialakítva, az igazgatónak még ennél is nagyobb lakás járt. Bár voltak régebben olyan tervek is, hogy a tetőtér átalakításával vendégszobák lettek volna kialakítva a más városok postai alkalmazottai számára, ám később az összes lakást végül megszüntették.